# 로이 (로켓단 삼인방)
로이(영어: James,) 코지로(일본어: コジロウ 고지로[*])는 《포켓몬스터 애니 시리즈》에 나오는 가공의 인물이다. 성우는 미키 신이치로 / 故 김일(오리지널 · 오렌지 제도 · 금은편 · 극장판 · AG 극장판) / 김영선(AG · DP · 베스트위시 · DP 극장판 · XY · SM · W).

## 프로필
- 출생지 : 관동 지방
- 직업 : 로켓단 단원
- 생일 : 3월 22일
- 나이 : 30세(2017년 기준)
- 신장 : 177cm
- 등장 시기 : 모든 시리즈

## 기본 정보
- 로켓단의 남성 단원, 로사와 나옹을 파트너로 두고 있다.
- 머리는 파란색이고, 눈동자는 녹색이다.
- 로사와 제일 친한 동료였지만 로사와 자주 티격태격해왔다.
- 로사와 마찬가지로 DP까지는 다른 로켓 단원과 같이 검은 제복을 마음대로 입고 있었다. BW 이후는 흰 제복을 착용하고 은밀한 행동 때는 검은롱 코트와 모자, 선글라스를 사용한다.
- 로사와 마찬가지로 나르시스한 성격이지만, 로사에 비하면 조금은 괜찮은 부분도 있으며, 조금 순진하다. 초기에는 의외로 설정이 잡히지 않아 로사에 버금가게 다혈질적인 성격을 보이는 스토리 버그도 있었으며 무서운 모습을 보여주는 경우가 많았지만, 이야기가 진행됨에 따라 무서운 부분의 묘사는 갈수록 좋은 점이나 조금 헤타레한 부분이 강조된다.
- 로켓단으로서 타겟으로 하지 않는 포켓몬에 대해서는 소지 야생에 관계없이 부드럽게 하고 있다.[2] 소지 포켓몬도 아끼고 있어 그 포켓몬들에게 애정 표현에 가까운 형태로 물리는 것도 존재한다. 또한 포켓몬과의 유대가 시도되는 "포켓몬 오리엔티어링"라는 경기에서는 흉내내과 파트너를 구성하여 우승하고 로사 대신 변장하고 포켓몬 콘테스트 대회에 출전해 우승하였다.[3] 왠지 풀 타입의 포켓몬을 많이 가지고 있는 경향이 있다. (예 : 우츠보트, 선인왕, 무스틈니)
- 초기에는 여자들을 좋아하는 일면도 있어, 일이 있을 때마다 여장 모습을 선보이고 있었다. 로사가 남장, 로이가 여장 장면이 많이 보인다.
- 시중에 판매되는 포켓몬 카드를 포켓몬 도감화하고 있기 때문에, 로사보다는 전략을 생각하고 배틀을 하고 있는 모습.
- 병뚜껑을 수집하는 걸 취미로 삼고 있으며, 병뚜껑 생산 상황을 즉시 알아내는 등 병뚜껑 수집에 맹렬하다. 또한 병뚜껑뿐만 아니라 우유병 뚜껑도 있다. 그러나 일이 있을 때마다 로사와 나옹에 의해 잃어버린 적도 있었다. 그리고 썬문 3기 1화에서 로이의 병뚜껑을 맬탄이 갈아먹는 장면이 나온다.
- 가난했던 로사와는 반대로 로이의 친가는 세계에서 대부호이다[4]. 어린 시절에는 가디를 애완 동물로 하고 있었다. 그러나 예의 범절에 엄격하게 관습에 사로잡힌 생활[5]과 부모가 정한 루미카와의 결혼을 싫어하여 집을 뛰쳐나왔다.
- 로이 본인은 위의 생활에 불만을 품고 있었지만, 부모를 미워하지 않았고, 부모에게 "아빠, 엄마"라 말한다. 다만 견딜 수 없었다고는 해도, 부모와 약혼자에게서 도망간 것을 다소 빚을 느끼고 있던 것 같고, 훈련소 시대는 "(어떤 것으로부터도) 달아났다 없다"가 입버릇이었다.
- 집을 나온 후 폭주족에 입단한다. 폭주족 시대는 멤버 중 유일하게 보조 바퀴 자전거를 타고 있었기 때문에, "보조 바퀴의 로이"라고했다. 이 폭주족에는 로사도 소속되어 있었지만, 당시는 서로 안면이 없었다. 또한 포켓몬 세미나의 입학 시험에서 떨어진 적도 있다. 또한 포켓몬 세미나는 로사도 시험에서 불합격했지만, 폭주족 시대와 마찬가지로 직접 안면은 없었다. 그런 로사는 로켓단원의 훈련소에서 처음 만났다.
- 초기에는 다른 일반 단원의 지휘를 맡고 보스인 비주기에게서 스스로 명령이 내려지는 장면이 있었다. 이것은 로이는 로사와 함께 원래 엘리트 후보 단원이기 때문이다. 하지만 지우 일행과 만난 이후는 실패의 연속이기 때문에 엘리트에서 제외됐다. 그러나 BW에서는 로사와 나옹과 함께 다시 비주기에서 직접 지령이 내려져 지위가 향상되고 있다.

## 악력
- 양성소에서 로사와 나옹을 만나 팀을 결성한다. 높은 성적으로 양성소를 졸업했기 때문에 처음에는 엘리트 후보로 주목 받고 있었지만, 지우의 피카츄를 노리기 시작한 후 거의 성과를 내지 못하고, 로켓 단원에서 낙인이 찍혀 버린다. 성도 지방 편에서는 한번 로사와 나옹과 함께 자신의 모르는 사이에 로켓단을 강제로 그만두게 되어 버리지만, 그것을 알고 즉시 재입단을 한다.
- AG에서는 비주기에게서 호연 지방의 로켓단의 지부를 만들도록 지시했지만 결국 명령을 듣지 않았다. 그래서인지 DP에서는 결국 비주기에게서 존재를 잊어 버렸다.
- 호연 지방에 도착 후부터 적극적으로 포켓몬 콘테스트에 출전하게 된 로사와는 대조적으로, 자신은 나옹과 함께 로사를 돕는 것이 많다. 한편 "포켓몬 오리엔티어링"나 "포켓링 대회"등 포켓몬과의 유대를 시도하는 대회에는 잘 출전해 좋은 성적을 내는 일도 많다.
- DP에서는 한 번만 로사의 대역으로 캔디 로사리나로 변장하고 대회에 출전, 훌륭히 우승했다.
- BW에서는 비주기의 명령으로 하나지방에 파견, DP까지 소지한 포켓몬은 눈에 띄기 때문에 본부에 맡겨두었다. DP까지와 같은 코믹한 면이 없어지거나 지우와 그 친구들에게 날려지기 전에 로켓으로 도망치는 등 악역다움이 더했다.
- BW 23화에서는 DP까지 착용한 흰 제복으로 돌아가 코믹한 면이 부활하였다.
- BW2 99화까지 출연한 후 관동으로 돌아가게 되어 하차하였다. 이후 BW2 에피소드N에서 다시 컴백하였다.
- 에피소드N~데코로라 어드벤쳐 부분에선 다시 4세대 이전의 행동으로 돌아갔다.
- W 95화에선 로켓단 캡슐담당자를 찾으러 페리퍼를 끈질기게 쫒아가다가 지쳐 쓰러져서 우연히 로미의 가게에 들어가게 된다. 이후, 로켓단을 그만두고 로미의 직원이 되어주다가, 갑자기 튀어나온 (로이의) 모르페코가 난동을 부리자 괜히 로이 자신만 누명을 씌우게 되어 로미에게 쫒겨나 (아쉽게도) 다시 로켓단으로 돌아가게 되었다
- "W 내 꿈은 포켓몬 마스터"에선 다시 지우의 피카츄를 노리기 시작하면서도 굶주린 모습은 그대로 보였다. 최종화에서 지우에게 패배하여 하늘로 날아가면서도 행복하개 날아가고, 나중에 다시 지우의 피카츄를 계속해서 쫒기로 하여, 열린 결말로 하차한다. 이후, 로이는 나중에 어떠한 일이 벌어지게 될 지는 (아쉽게도) 모르게 되었다.[6]